# Monts Maritimes
Les monts Maritimes (en russe : Морской хребет, Morskoï khrebet) sont une chaîne de montagnes du centre de la Bouriatie en Russie, s'étendant du sud-ouest au nord-est sur 100 km de la vallée du delta de la rivière Selenga à la rivière Kika le long de la côte orientale du lac Baïkal.
La superficie du massif est d'environ 3 000 km2 avec une largeur maximale de 40 km. L'altitude moyenne varie entre 1 200 et 1 300 mètres, soit de 750 à 850 mètres environ au-dessus du niveau du lac Baïkal. Les monts Maritimes font partie des massifs qui bordent l'est du Baïkal. 
Dans la partie nord-est du massif, longeant le Baïkal, se trouve la réserve biologique naturelle d'État Pribaikalski.
Plusieurs vallées se trouvent dans le massif, dont celle de la rivière Kiki, de la rivière Itantsa, et à la limite sud du massif se trouve la rivière Selenga.
Les rivières du massif sont :
- du bassin de Selenga : Itantsa, Bourlyi, Koma, Malaïa, Bolchaïa, Kotchevnaïa, Metochikha, etc. ;
- les rivières qui se jettent dans le Baïkal : Talantchanka, Petite Soukhaïa, Kapoustinskaïa, Grande Zelenovskaïa, Petite Soukhaïa, Topka, Zagza, Grand Doulan, Enkhalouk, Oïmour, Sergeïevka, Syraïa Molka, etc., ainsi que les affluents gauches de la Kika.

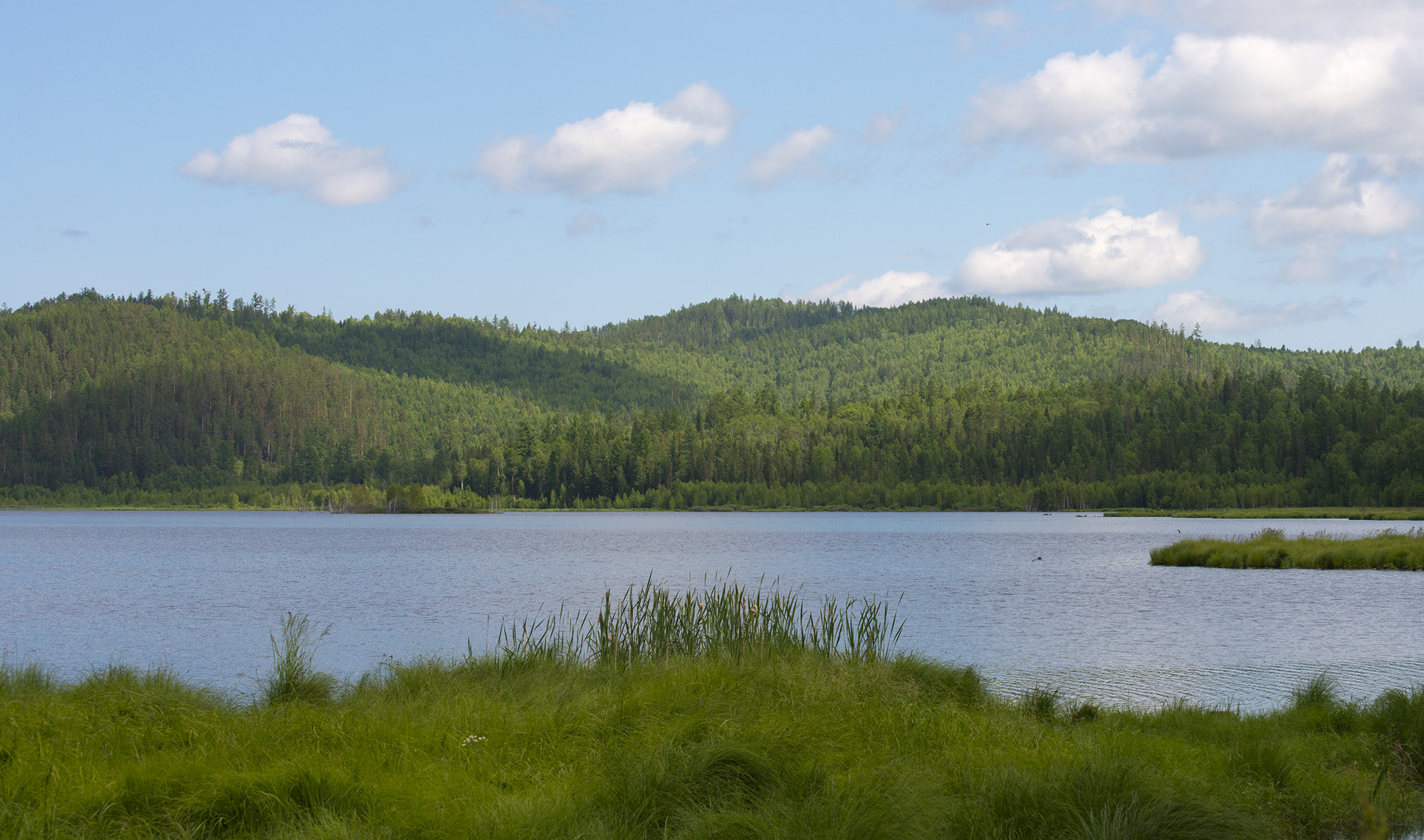
Lac Kolok.

Dans le nord-est de la chaîne se trouve dans un petit bassin le lac Kolok, à une altitude de 579 mètres. Il est la source de la rivière Itantsa.